# 史密斯陨石坑
史密斯陨石坑（Smith）是月球背面位于巨大的阿波罗环形山坑内东北的一座撞击坑，其名称取自在1986年1月28日挑战者号航天飞机失事中不幸罹难的美国宇航局宇航员迈克尔·约翰·史密斯（1945年－1986年），1988年被国际天文学联合会批准接受。

## 描述

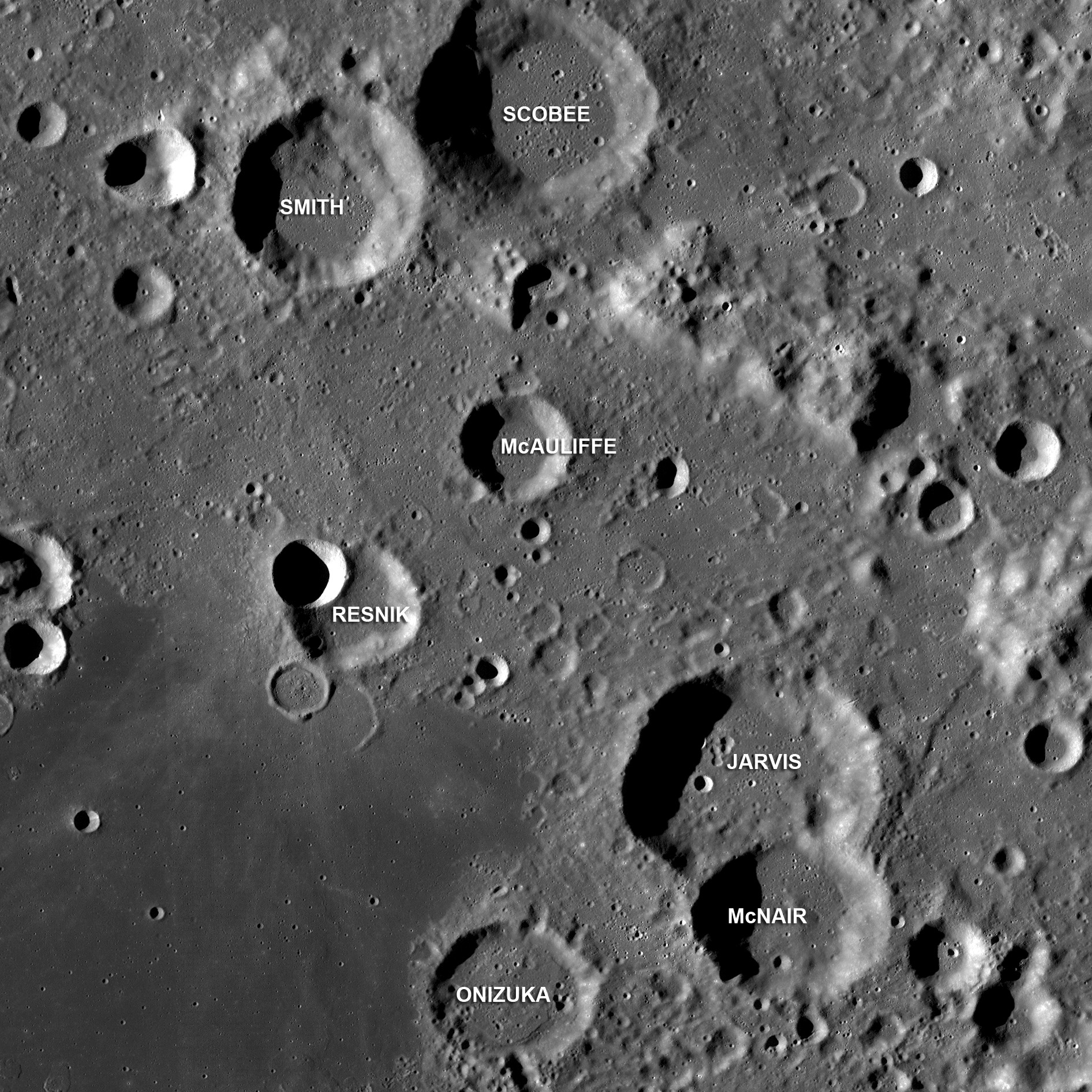
史密斯陨石坑的周边，月球勘测轨道飞行器拍摄。

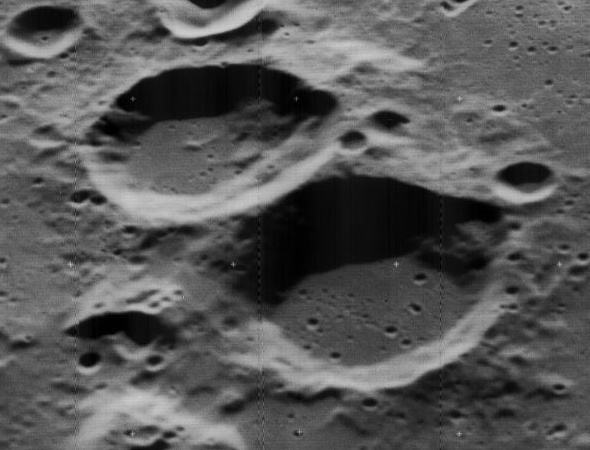
月球轨道器5号拍摄的斯科比陨石坑（下右）和史密斯陨石坑（上左）斜视图

该陨坑坐落在阿波罗环形山内环山脊北麓，西南偏西毗邻较大的德赖登陨石坑、东北则与斯科比陨石坑相接壤，更大的巴林杰环形山坐落在它的北面，而它的东南和南面分别靠近更小的麦考利夫陨石坑和蕾斯尼克陨石坑。该陨坑中心月面坐标为31°47′S 151°01′W / 31.79°S 151.01°W，直径32.87公里，深度约2.07公里。
史密斯陨石坑大体呈圆碗状，坑壁略有磨损，但边缘完整清晰。其内侧壁各处陡缓不一，沿东侧内壁底分布有一些岩屑堆。该陨坑坑壁最大高出周边地形950米内部容积约759立方千米。坑内地表相对平坦，坑底中心点附近，坐落了一座小山丘，除此外，没有其它醒目的地貌结构。
在1988年被国际天文学联合会更名前，该陨坑曾被称作卫星坑巴林杰 M（所谓的“卫星坑标记法”：以所靠近的主坑名+字母来命名）。

## 另请参阅
- Andersson, L. E.; Whitaker, E. A. . NASA RP-1097. 1982.
- Blue, Jennifer. . USGS. July 25, 2007  [2007-08-05]. （原始内容存档于2012-04-08）.
- Bussey, B.; Spudis, P. . New York: Cambridge University Press. 2004. ISBN 978-0-521-81528-4.
- Cocks, Elijah E.; Cocks, Josiah C. . Tudor Publishers. 1995. ISBN 978-0-936389-27-1.
- McDowell, Jonathan. . Jonathan's Space Report. July 15, 2007  [2007-10-24]. （原始内容存档于2012-05-26）.
- Menzel, D. H.; Minnaert, M.; Levin, B.; Dollfus, A.; Bell, B. . Space Science Reviews. 1971, 12 (2): 136–186. Bibcode:1971SSRv...12..136M. doi:10.1007/BF00171763.
- Moore, Patrick. . Sterling Publishing Co. 2001. ISBN 978-0-304-35469-6.
- Price, Fred W. . Cambridge University Press. 1988. ISBN 978-0-521-33500-3.
- Rükl, Antonín. . Kalmbach Books. 1990. ISBN 978-0-913135-17-4.
- Webb, Rev. T. W.  6th revised. Dover. 1962. ISBN 978-0-486-20917-3.
- Whitaker, Ewen A. . Cambridge University Press. 1999. ISBN 978-0-521-62248-6.
- Wlasuk, Peter T. . Springer. 2000. ISBN 978-1-85233-193-1.